# Gerhard Lusenti
Gerhard Lusenti   (Zúric, 24 d'abril de 1921 - juny 1996) fou un futbolista suís de la dècada de 1940.

## Trajectòria
Pel que fa a clubs, defensà els colors del SC Young Fellows Juventus i l'AC Bellinzona. Va jugar amb la selecció de Suïssa entre 1947 i 1951, formant part de l'equip que disputà el Mundial del Brasil 1950.